# BMW Z8
El BMW Z8 (código de chasis E52) es un automóvil deportivo de lujo producido por el fabricante alemán BMW desde 2000 hasta 2003. Es un roadster de dos puertas biplaza con motor delantero longitudinal y tracción trasera.
Es la variante de la producción del prototipo BMW Z07, diseñado por Henrik Fisker en BMW Designworks en el sur de California. El Z07 causó sensación en el Salón del Automóvil de Tokio de 1997. La inmensa popularidad del prototipo llevó a BMW a tomar la decisión de producir un modelo de producción limitada. Se construyeron 5703 unidades, de los cuales aproximadamente la mitad fueron exportados a los Estados Unidos; 3182 se pintaron en color plateado, el resto en azul, rojo o negro. El proceso de fabricación era muy lento, ya que el auto se armaba en dos lugares distintos y tenía muchos detalles que ajustar a mano. El precio cuando se presentó era de US$130 000 (equivalente a $157 737 en 2023).

## Del prototipo a la producción

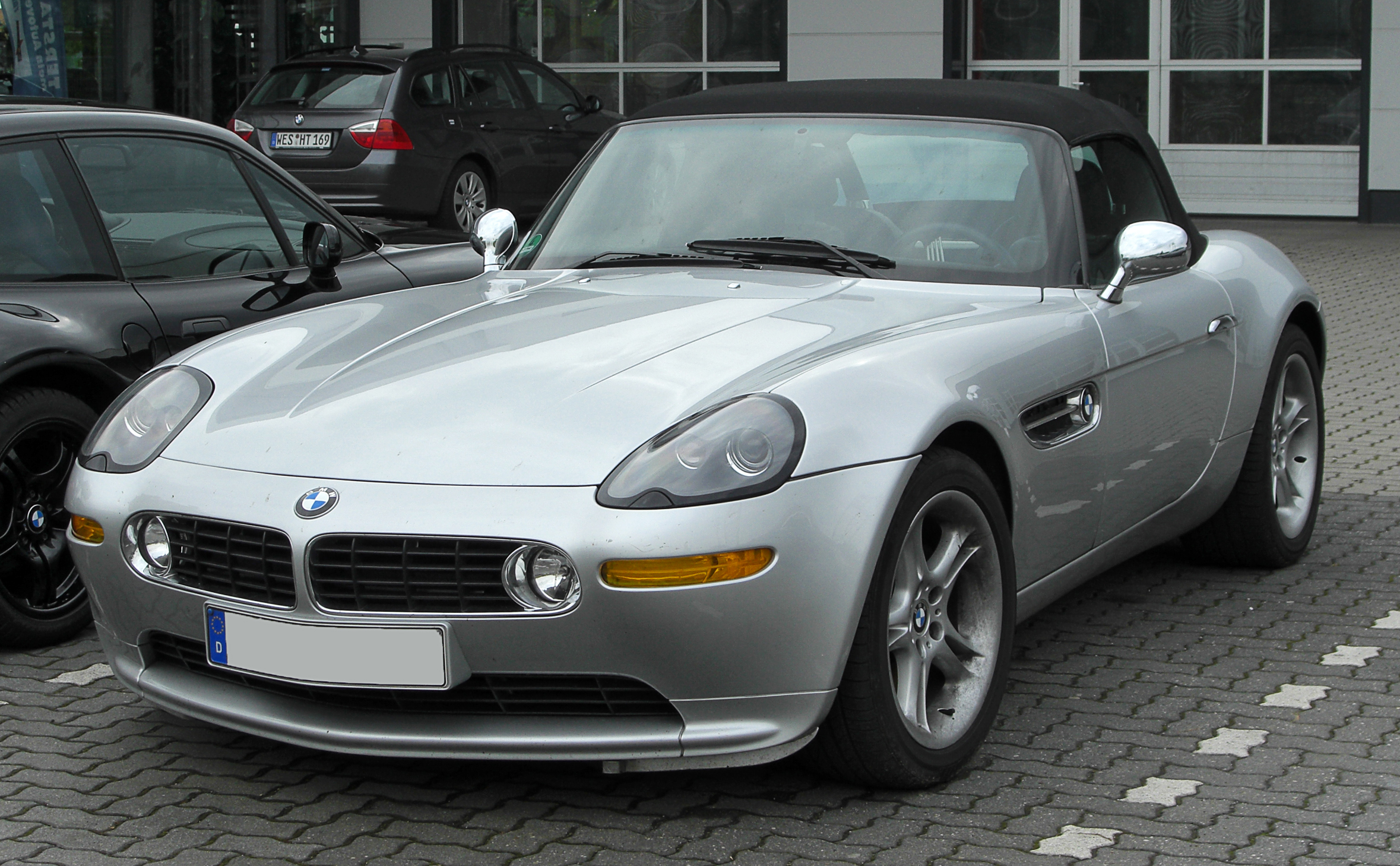
Con techo de lona.

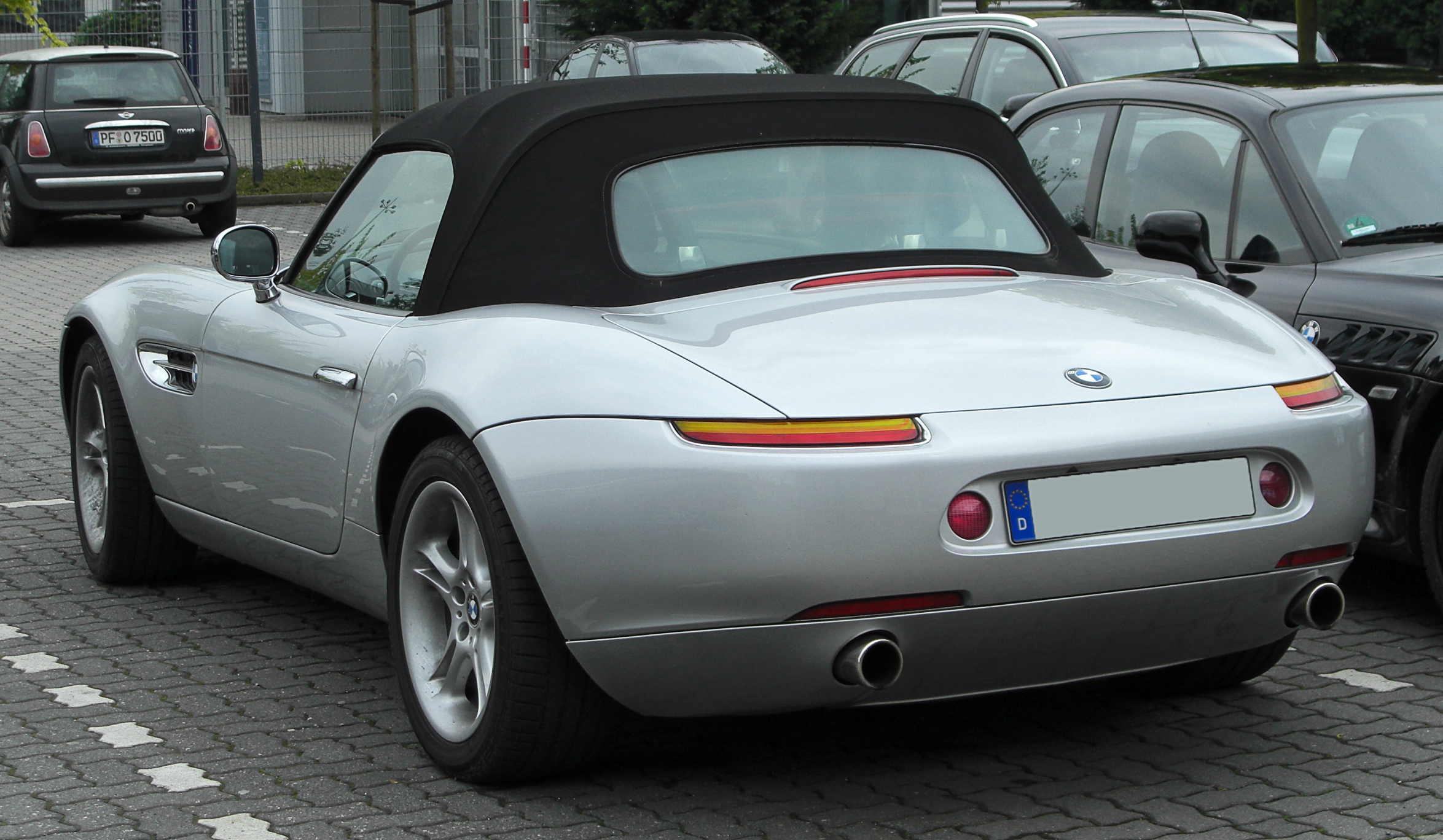
Vista trasera.

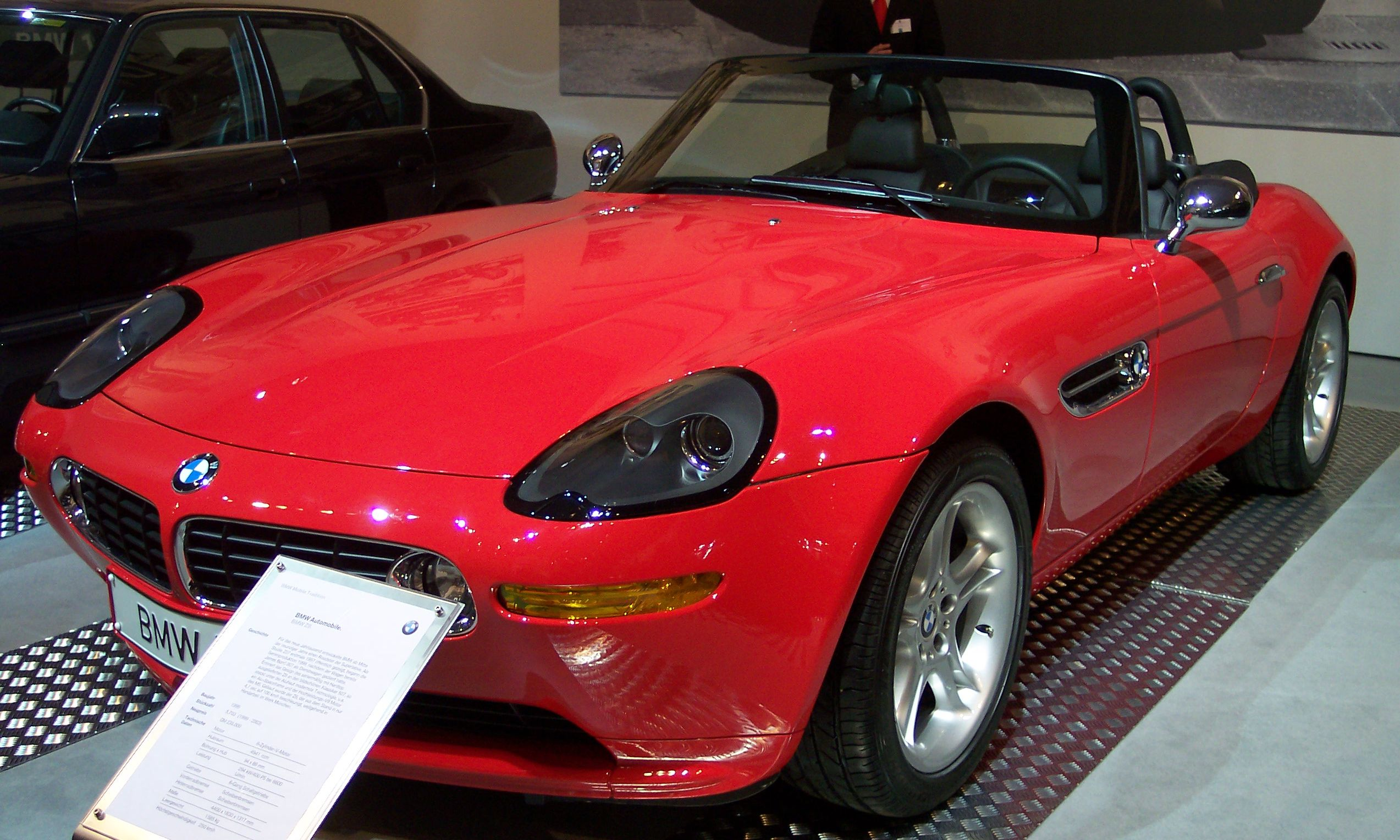
Modelo 1999 en rojo.

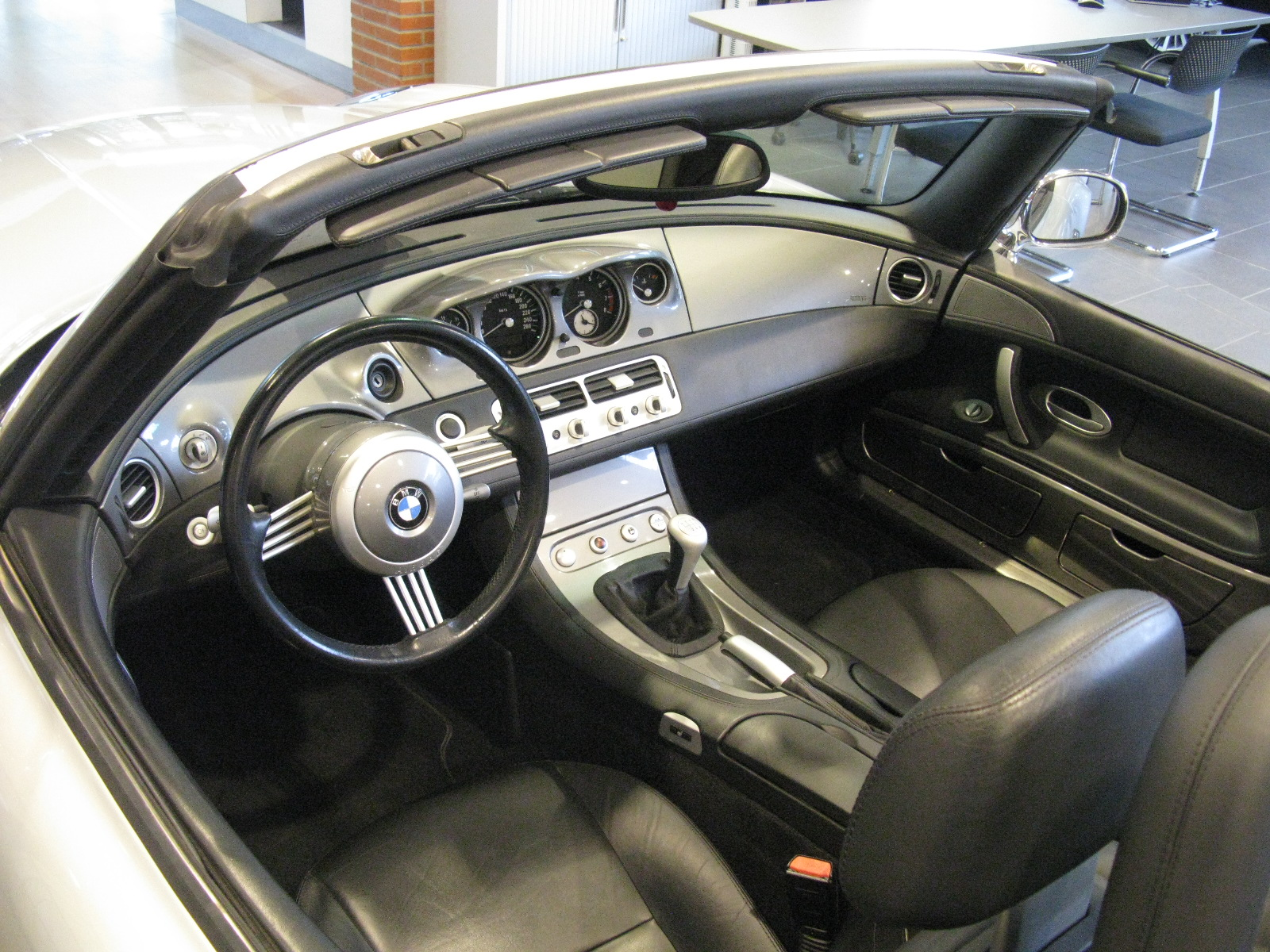
Habitáculo interior.

El Z07 original había sido diseñado con la producción en mente. Como resultado de ello, las consideraciones prácticas y de reglamentación exigía muy pocos cambios para el modelo de producción. Sin embargo, el parabrisas del Z8 se extendió hacia arriba. Ambos cambios fueron implementados para proporcionar estabilidad aerodinámica y un habitáculo más espacioso. El techo rígido se cambió de una forma de doble burbuja con una disminución a la unificación de una sola cúpula con una parte trasera truncada en forma convexa. 
A pesar de estos cambios, se mantuvo muy fiel al prototipo. Los indicadores de giro laterales se integraron en las salidas de aire laterales, de manera que son invisibles cuando están apagados. Conserva las llantas de cinco radios del prototipo, aunque sin la tuerca única.
El Z8 fue un auto Bond durante esa época en la que el espía más famoso del mundo se movía en distintos autos de la casa bávara. Más allá de su tiempo en la pantalla grande, el Z8 fue el coche con el que BMW entró al nuevo siglo al querer homenajear a uno de sus autos más icónicos: el 507.
Se supone que el Z8 solamente sería un ejercicio de diseño, aunque en algún momento dentro de BMW se le dio luz verde para ser una realidad. El principio era tener un auto con un chasis y carrocería de aluminio, que pudiera ser rápido y evocara al pasado de la marca. A cargo del proyecto estuvieron Chris Bangle y Henrik Fisker, sí, el creador del Fisker Karma y quien terminara por darle el aspecto retro al Z8.
El proyecto se desarrolló desde 1993 y duró hasta 1999 bajo el nombre código E52, pero por el estilo de su imagen parecería que no tendría lugar dentro de la alineación de BMW. Para sorpresa de muchos, cuando se develó el modelo de producción, sucedió algo muy poco común, ya que se dejó casi intacto el diseño del concepto.
El Z8 usaba faros y calaveras de gas neón, lo que ayudaba a que duraran más, además característico de este auto es que venía acompañado con un techo duro desmontable y al color de la carrocería, se incluía un soporte con ruedas para colocar el techo sobre él cuando no se usara y evitar dañarlo. Como es común en los convertibles, llevaba dos barras sobre los asientos para evitar aplastar a los usuarios en caso de volcadura, aunque por motivos de estética, en vez de dejarlos al descubierto se les dio un forro de piel.
El interior se mantenía fiel a la idea de un coche retro, pues a pesar de que estaba bien equipado, el número de botones y controles se redujo al mínimo para un aspecto más limpio y que pasara la prueba del tiempo de una mejor manera. Muchos de sus botones o palancas tenían más de una función para cumplir el propósito antes mencionado.
Entre su equipo de serie destaca el GPS, aunque no fuera visible a través de una pantalla, más bien funcionaba a través de voz. El conductor introducía el destino al sistema y el auto daba indicación a través de audio para guiarnos.
Su motor de gasolina es un V8 naturalmente aspirado de 4941 cm³ (4,9 L; 301,5 plg³), que se acoplaba a una transmisión manual de seis cambios que enviaba el poder a las ruedas traseras. Acelera de 0 a 100 km/h (0 a 62 mph) en 4.7 segundos y alcanza los 250 km/h (155 mph) limitada electrónicamente. De hecho, el motor y transmisión se heredan directamente del M5 E39, aunque sin el diferencial de deslizamiento limitado.
En la parte de frenos se le dieron los mismos que el 750i, con lo que la fuerza de frenado estaba garantizada. Fueron diseñados para el peso de aquel Serie 7 que pasaba de las dos toneladas, mientras que el Z8 pesaba 1585 kg (3494 lb). Usaba una suspensión McPherson al frente y multibrazo en la parte trasera, además, si bien el motor va montado al frente, se colocó detrás del eje delantero con el fin de darle una distribución de peso 50/50.

## Alpina

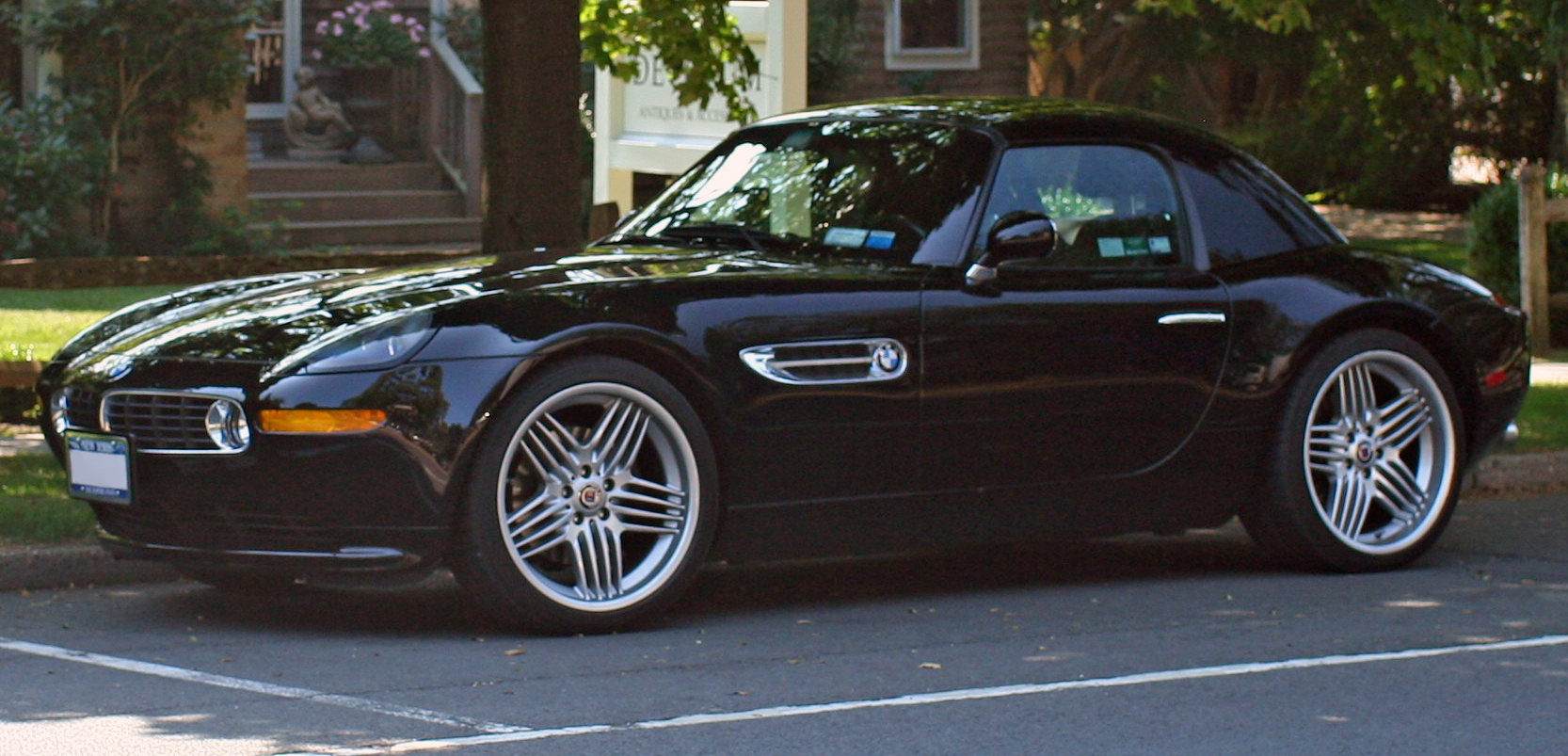
Alpina Z8 Hardtop.

Dado el gran trabajo de BMW en el desarrollo del Z8, nunca se pensó en que Alpina trabajara en el roadster de BMW, pero en 2002 se estableció un acuerdo entre BMW y Alpina para que Alpina terminase de fabricar las unidades restantes del Z8 y con su particular puesta a punto. Hablamos de un total de 555 unidades fabricadas bajo el sello Alpina.
Contra todo pronóstico, el Z8 afinado por Alpina no era un coche tan deportivo como el Z8 original, algo bastante extraño, pero real. Alpina reinventó el Z8 para llevarlo hacia un enfoque más relajado con un motor V8 de 4.6 con 375 CV (370 HP; 276 kW) y un cambio automático Steptronic de cinco relaciones con un comportamiento más confortable. Una vez más, la gran mayoría de Alpina Z8 fueron a parar a Estados Unidos, llegando incluso a venderse en concesionarios oficiales de BMW. Pese a su menor carácter, la limitada producción del Alpina Z8 ha conseguido revalorizarse más que el BMW Z8 original.

## Automóvil Bond

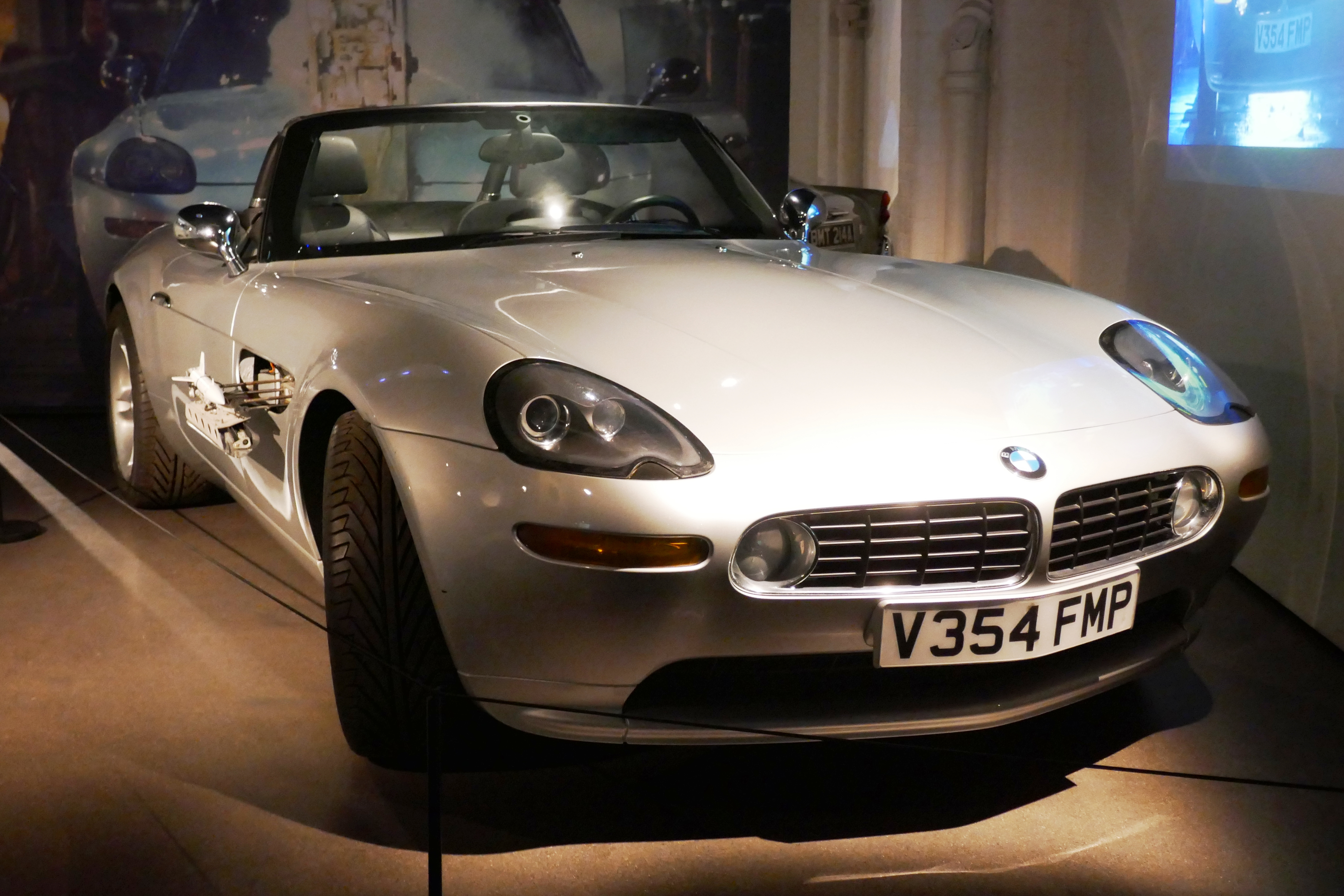
Modelo que apareció en la película El Mundo nunca es suficiente.

El Z8 ha sido y será uno de los autos más conocidos y admirados de la historia de BMW. Su diseño clásico y deportivo lo convirtieron en un reclamo de vital calado, especialmente cuando BMW y Universal Studios sellaron un acuerdo para convertir al Z8 en el coche de James Bond con Pierce Brosnan como protagonista. La película en concreto fue The World Is Not Enough e incluso para los menos amantes de las historias del agente secreto 007.

## Fiabilidad
Con la producción del Z8 ya finalizada, hubo varios usuarios del modelo que reportaron fallos y diversos problemas relacionados con el motor, el chasis y las famosas luces de Neón. En el caso del motor V8 de 4.9, todo apunta a que necesita de más cuidados que otros motores para evitar males mayores. Este se caracterizó por un consumo alto de combustible y aceite y especial atención a su correcto mantenimiento, sobre todo al practicar conducción deportiva, algo que no todos los propietarios del Z8 terminaron de entender.
Una posible deformación del chasis fue otro asunto que salpicó al BMW Z8, pues algunos propietarios del BMW Z8 reportaron cómo la estructura de aluminio del BMW Z8 terminaba por deformarse con el paso del tiempo, un aspecto que levantó cierta polémica con un grupo de propietarios de Múnich reclamando una solución. La deformación del chasis se centraba concretamente en las torretas de los amortiguadores, pero este asunto se difuminó con el paso del tiempo y nunca se realizó comunicado alguno sobre la solución a este problema o la veracidad sobre las acusaciones de los propietarios.

## Especificaciones
| Distribución                        | DOHC 4 válvulas por cilindro, con doble VANOS. |
| Alimentación                        | Inyección indirecta, naturalmente aspirado     |
| Unidad de control de motor (ECU)    | Siemens MSS 52                                 |
| Diámetro x carrera                  | 94 x 89 mm (3,70 x 3,50 pulgadas)              |
| Relación de compresión              | 11.0:1                                         |
| Potencia máxima                     | 400 CV (395 HP; 294 kW) @ 6600 rpm             |
| Par máximo                          | 500 N·m (369 lb·pie) @ 3800 rpm                |
| Línea roja                          | 7000 rpm                                       |
| Capacidad del tanque de combustible | 73 litros (19,3 galAm)                         |

| 1.ª  | 2.ª  | 3.ª  | 4.ª  | 5.ª | 6.ª  | Reversa | Final |
| ---- | ---- | ---- | ---- | --- | ---- | ------- | ----- |
| 4.23 | 2.53 | 1.67 | 1.23 | 1   | 0.83 | 3.75    | 3.38  |

## En la cultura popular
Como ya se ha mencionado, apareció en la película de James Bond El Mundo nunca es suficiente.
También ha aparecido en algunos videojuegos de carreras, como: Need for Speed: Hot Pursuit 2, Forza Motorsport 4, Forza Motorsport 5, Forza Motorsport 6, Forza Motorsport 7, Gran Turismo 6 y Gran Turismo Sport.